# ザンザン州
ザンザン州（ザンザンしゅう、フランス語: Région du Zanzan）はかつてコートジボワールに存在した州。州都はボンドークー。面積は38,251平方キロメートル。人口は1998年国勢調査では約70万人、2010年推計では約100万人。国土の北東部に位置し、北から時計回りにブルキナファソ、ガーナ、中コモエ州、ンジ＝コモエ州、バンダマ渓谷州、サヴァヌ州と接していた。
1997年1月15日の行政区画再編によって設置された。2011年9月28日の行政区画再編によって廃止され、同じ領域にザンザン地方が設置された。

## 行政区画
成立時は3県であったが、2005年にブナ県からナシアン県が、同年10月6日にタンダ県からクン＝ファオ県がそれぞれ分立した。2007年時点で5県が設置されており、また県の下には27郡と16コミューンがあった。2009年3月27日にボンドーグー県からサンデゲ県が、タンダ県からトランスア県がそれぞれ分立し、最終的に7県となった。
- ボンドークー県（英語版）
- ブナ県（英語版）
- クン＝ファオ県（英語版）（2005年設置）
- ナシアン県（英語版）（2005年設置）
- サンデゲ県（英語版）（2009年設置）
- タンダ県（英語版）
- トランスア県（英語版）（2009年設置）

世界遺産に登録されているコモエ国立公園は州西部のブナ県が管轄していた。なお2011年の再編時にコモエ国立公園はブナ県から独立し、その後はどの県にも属していない。